# Deux Nigauds et leur veuve
Pour plus de détails, voir Fiche technique et Distribution.
Deux Nigauds et leur veuve (titre original : The Wistful Widow of Wagon Gap) est une comédie américaine, en noir et blanc, réalisée par Charles Barton et sortie en 1947. Ce film met en scène le duo comique Abbott et Costello et fait partie de la série Deux Nigauds.

## Synopsis
Chester Wooley et Duke Egan sont deux représentants de commerce en route pour la Californie. Alors, qu'ils font une halte dans la ville de Wagon Gap, Montana, un criminel notoire, Fred Hawkins, est tué et les deux se retrouvent arrêtés pour ce meurtre. Après avoir été rapidement jugés et condamnés à la peine de mort par pendaison pour ce crime, leur peine est commuée car une loi locale prévoit que lorsqu'un homme tue un autre lors d'un duel au pistolet, il doit prendre en charge à la fois les dettes et la famille du mort. Ils se retrouvent ainsi voué à s'occuper de la veuve Hawkins et de ses sept enfants…

## Fiche technique
- Titre : Deux Nigauds et leur veuve
- Titre original : The Wistful Widow of Wagon Gap
- Réalisation : Charles Barton
- Scénario : John Grant, Frederic I. Rinaldo, Robert Lees, D. D. Beauchamp, William Bowers
- Photographie : Charles Van Enger
- Montage : Frank Gross
- Musique : Walter Schumann
- Direction artistique : Bernard Herzbrun, Gabriel Scognamillo
- Décors : Russell A. Gausman, Charles Wyrick
- Costumes : Rosemary Odell
- Producteur : Robert Arthur (en),
- Société de production : Universal Pictures
- Pays de production :  États-Unis
- Genre : Comédie
- Durée : 78 minutes
- Dates de sortie :
  - États-Unis : 8 octobre 1947
  - France : 19 janvier 1949

## Distribution
- Bud Abbott : Duke Egan
- Lou Costello : Chester Wooley
- Marjorie Main : veuve Hawkins
- George Cleveland : juge Benbow
- Gordon Jones : Jake Frame
- William Ching : Jim Simpson
- Rex Lease : Hank
- Glenn Strange : Lefty
- Edmund Cobb : Lem
- Dewey Robinson : Miner
- Wade Crosby : Squint

Acteurs non crédités
- Olin Howland : fossoyeur
- Monte Montague : pilier de bar

## Récompenses et distinctions

### Nominations
- Saturn Award 2005 :
  - Saturn Award de la meilleure collection DVD (au sein du coffret The Best of Abbott and Costello, vol. 1-3)